# クライムファミリー
『クライムファミリー』は、2023年4月12日（11日深夜）から5月3日（2日深夜）まで、フジテレビの「火曜ACTION!」枠（関東ローカル）で放送されたテレビドラマ。主演は本郷奏多。
5月1日までのTVer再生数は全エピソード累計100万回を突破し、同局深夜番組として異例の数字をマークした。同枠で最高値をたたき出している。

## キャスト

### 主要人物
松田郷（まつだ ごう）
演 - 本郷奏多
主人公。詐欺師。金をだまし取るために、裕福で品行方正な佐々木家に狙いをつけ、一流家庭教師として潜入する。

### 佐々木家
佐々木歩
演 - 大倉孝二
佐々木家の大黒柱である父親。
佐々木陽
演 - 真飛聖
家庭を献身的に支える母親。
佐々木夢
演 - 吉田美月喜
受験を控える女子高校生の長女。
佐々木勝
演 - 荒木飛羽
受験を控える男子中学生の長男。

### その他
竹内麻美（たけうち あさみ）
演 - 井川瑠音
佐々木家の近隣に住む住人。
城築（きづき）
演 - やす（ずん）
郷たちをサポートする謎の人物。

## スタッフ
- 脚本 - 伊藤優、北浦勝大[3]
- 音楽 - 植田能平
- 主題歌 - ヤングスキニー「ゴミ人間、俺」（SPEEDSTAR RECORDS）[5]
- 演出 - 相沢秀幸[3]
- プロデュース - 江花松樹[3]
- 制作 - フジテレビ ドラマ・映画制作部
- 制作著作 - フジテレビ

## 放送日程
| 話数   | 放送日  | サブタイトル                                | 脚本     |
| ------ | ------- | ------------------------------------------- | -------- |
| 第1話  | 4月12日 | 詐欺師が入った家は狂気の犯罪一家だった!?    | 伊藤優   |
| 第2話  | 4月19日 | 犯罪一家の長男の秘密が明らかに…郷、絶体絶命 | 伊藤優   |
| 第3話  | 4月26日 | 母の裏ビジネス!?犯罪一家の修羅場と大事件…   | 北浦勝大 |
| 最終話 | 5月03日 | さらば犯罪一家…孤独な詐欺師が迎える結末は…  | 北浦勝大 |

- 第3話は10分繰り上げ、0時25分 - 0時55分に放送された。